# Habronattus gigas
Habronattus gigas là một loài nhện trong họ Salticidae.
Loài này thuộc chi Habronattus. Habronattus gigas được Griswold miêu tả năm 1987.